# سولفيتشغودسك
سولفيتشغودسك (بالروسية: Сольвычегодск) هي إحدى مدن روسيا في الكيان الفدرالي الروسي أوبلاست أرخانغلسك.

## توأمة
لسولفيتشغودسك اتفاقيات توأمة مع:
- توتما